# Parque Natural Regional da Martinica
O Parque Natural Regional da Martinica (em francês: Parc naturel régional de la Martinique, pronúncia em francês: [paɾk natyɾɛl ɾeʒjɔnal də la maɾtinikə]) é um dos 54 parques naturais regionais da França. Com uma área de aproximadamente 63.000 hectares, ele cobre mais da metade da ilha, abrangendo 32 das 34 comunas, incluindo aproximadamente 100.000 habitantes. O parque trabalha para preservar um dos 34 hotspots de biodiversidade do planeta. O mapa de hotspots de biodiversidade identifica áreas para preservação por dois critérios, sendo um deles uma determinada taxa de endemismo: que a flora e a fauna não sejam encontradas em outro lugar e pelo menos 70% de sua vegetação primária tenha sido perdida.

## História
A área foi classificada como parque natural regional em 1976. No mesmo ano, a península de Caravelle foi classificada como uma reserva natural nacional.

## Limite e zoneamento

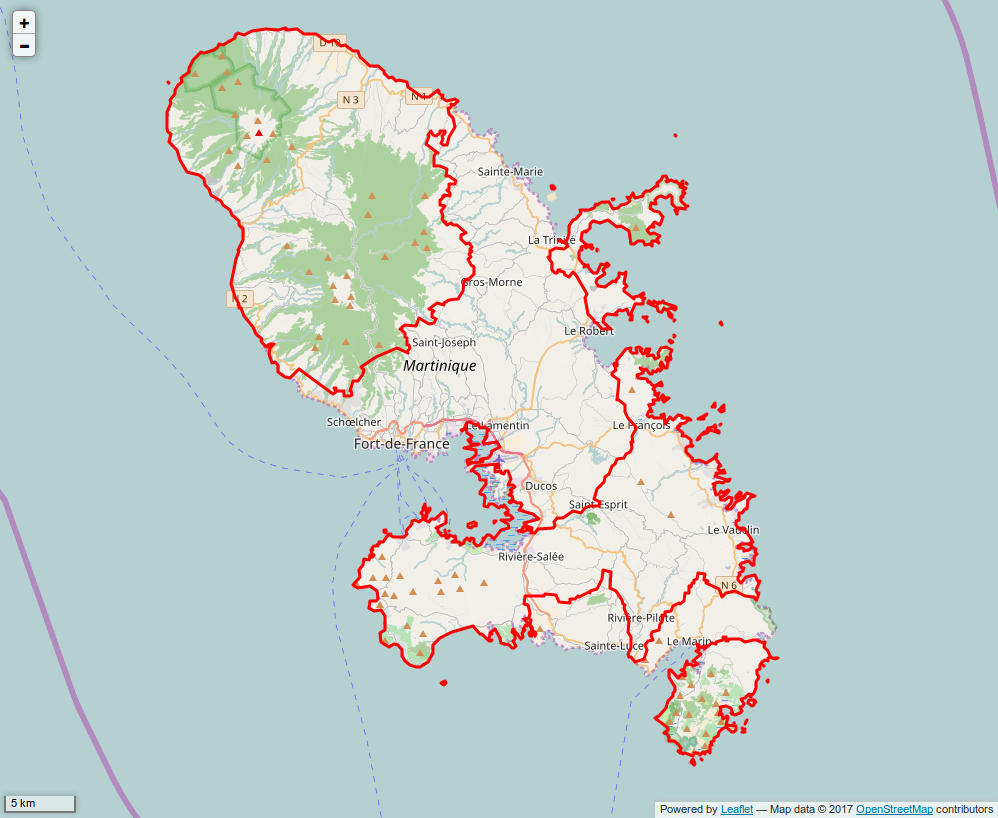
Limites do parque

O parque natural regional é dividido em quatro subáreas geograficamente independentes.

### Lista de comunas
O parque inclui 32 das 34 comunas da Martinica, 15 das quais estão apenas parcialmente protegidas.

### Áreas protegidas

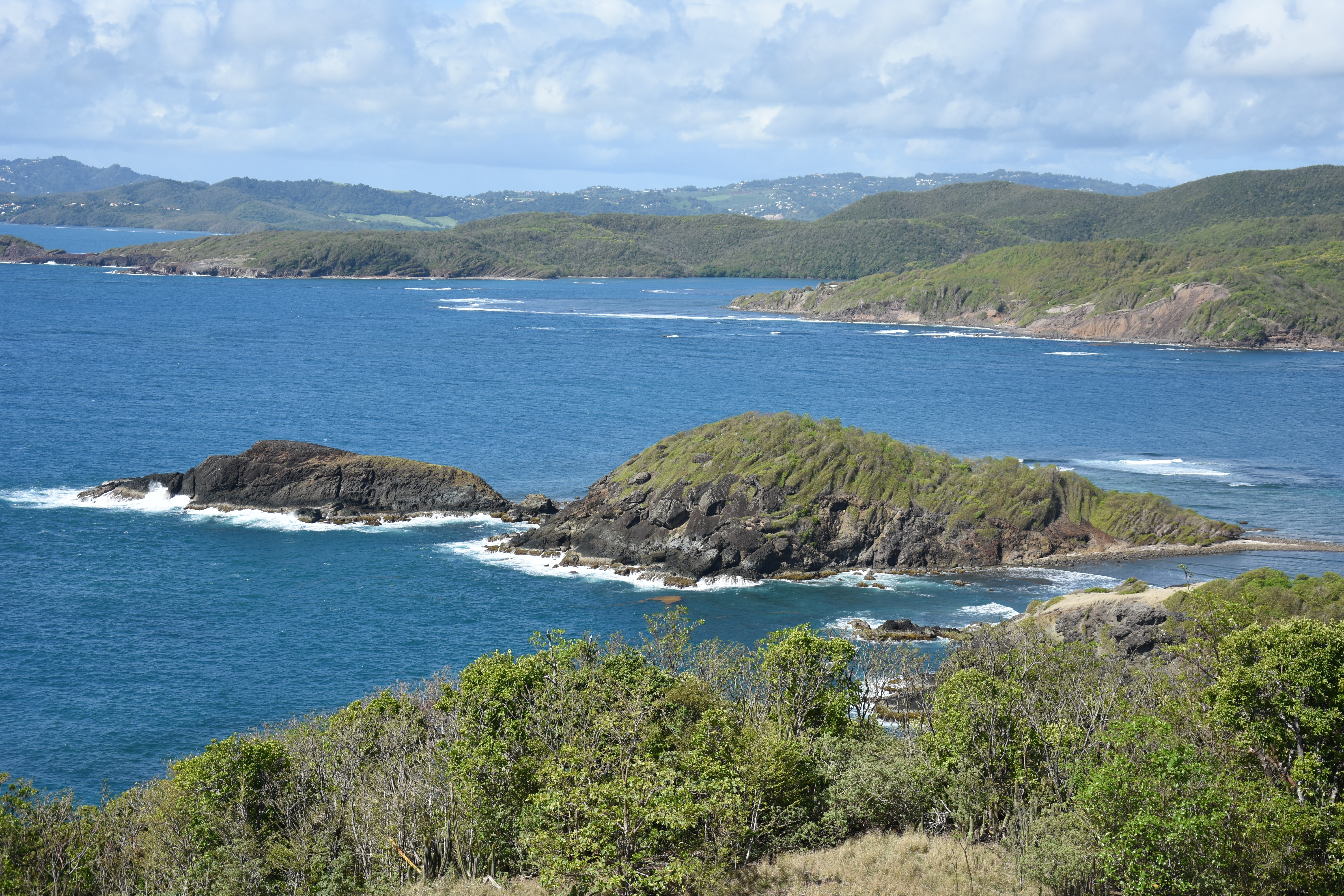
Pointe de la Caravelle, ilhas ao largo de La Trinité, Martinique

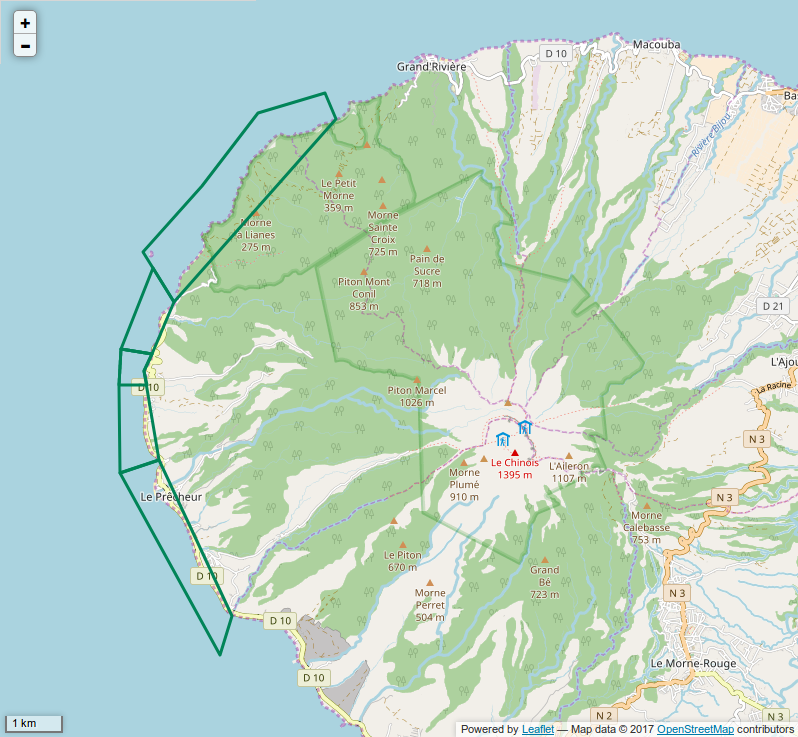
Réserve marine du prêcheur - Albert Falco

A Reserva Natural Nacional das Ilhotas de Sainte-Anne foi criada em 1995. Ela é administrada conjuntamente pelo parque e pelo Escritório Nacional de Florestas. A área úmida de Étang des Salines é classificada como um sítio Ramsar. As îlets de la Perle, a Citadelle e as águas costeiras no noroeste da Martinica formam uma reserva natural regional chamada "Réserve marine du prêcheur - Albert Falco". Nas encostas ao norte do Monte Pelée, 2.301 hectares de floresta foram classificadas como reserva biológica integral em 28 de abril de 2007 e são gerenciadas pelo Escritório Nacional de Florestas.

### Corpo diretivo
O parque é administrado por comitês semipúblicos, reunindo representantes eleitos pela autoridade local e representantes das comunas.

### Programas e atividades

#### Nomeação da UNESCO como Patrimônio Mundial
O Parque Natural Regional, em parceria com o governo da ilha, registrou os "vulcões e florestas do Monte Pelée e os Pitons do norte da Martinica" como candidato a Sítio do Patrimônio Mundial da UNESCO.

#### O rótulo Clordecona Zero
Há várias plantações de banana dentro dos limites do parque e, como resultado, ele foi afetado pelo escândalo da clordecona, um pesticida proibido na França. O parque natural regional criou um rótulo para garantir que os produtos alimentícios estejam livres de contaminação. Um aplicativo foi lançado para permitir que os consumidores verifiquem a procedência dos produtos rotulados como "Zéro chlordécone" em 11 de outubro de 2019.

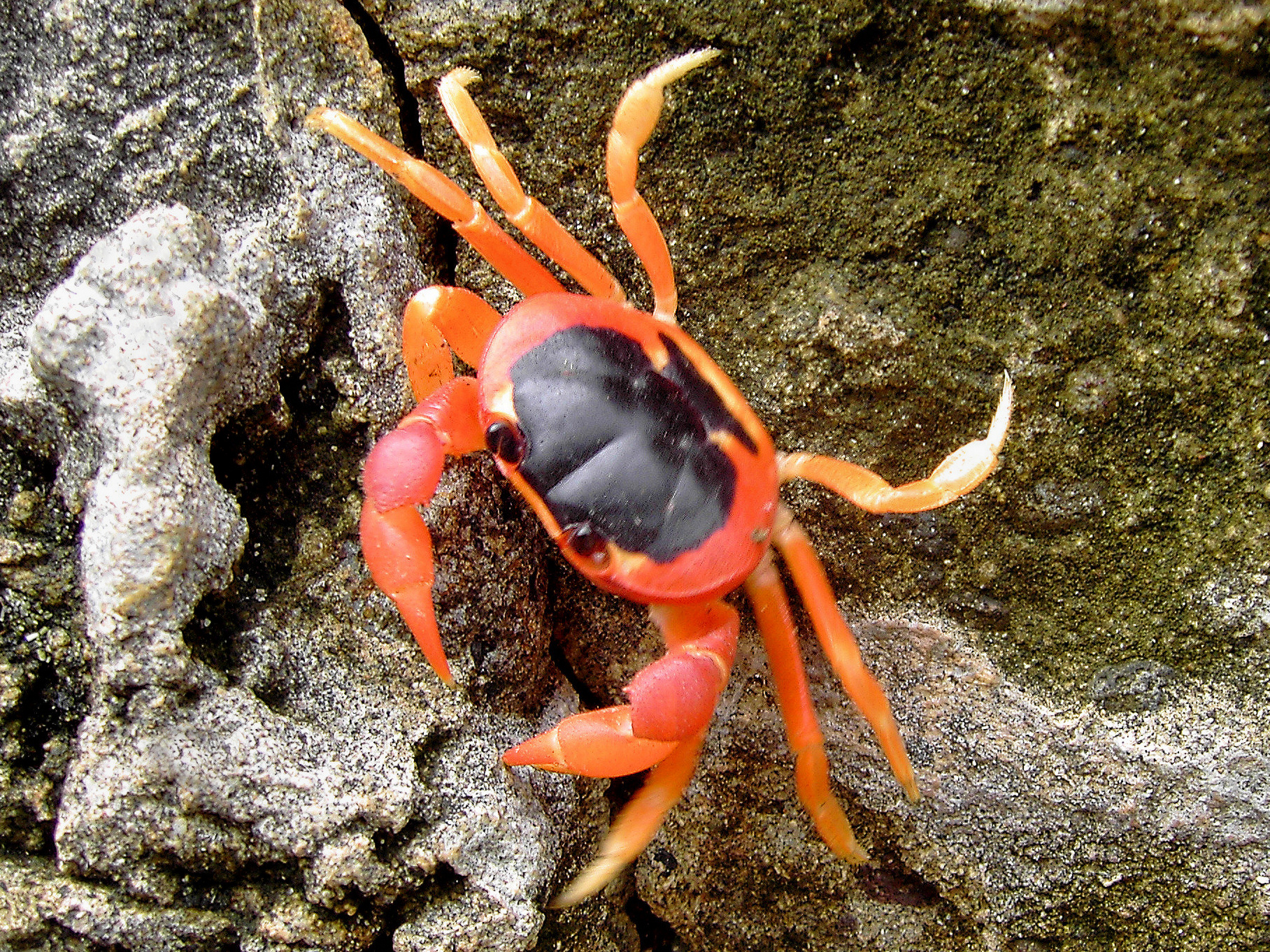
Caranguejo Touloulou Gecarcinus lateralis

#### A marca do parque
O parque administra um esquema de controle de qualidade e promoção de mel, cordeiro e mandioca produzidos no local, rotulando aqueles que atendem ao seu padrão com a "marque parc".

#### Operação de coleta de lixo
Uma coleta mensal de lixo é realizada em locais ao longo da costa nas manhãs de sábado. Essas operações Touloulou (nome de um caranguejo encontrado na área) são organizadas por um grupo de 50 voluntários, em média.

## Patrimônio natural e biodiversidade
O isolamento da Martinica como uma ilha nos trópicos incentivou a diversificação de espécies. Possui um alto índice de endemismo, uma combinação de variedade e singularidade em sua flora e fauna.

### Diversidade da fauna e da flora
Dezessete espécies de mamíferos terrestres foram registradas na Martinica, juntamente com 21 espécies de répteis e 6 espécies de anfíbios que ocupam uma variedade de ambientes da ilha. Entre os artrópodes, os naturalistas identificaram 16 espécies de crustáceos, uma centena de aranhas e Mygalomorphae, 1.139 espécies de hexapodas incluindo 30 espécies de odonatos, 40 espécies de borboletas e mais de 300 mariposas, ao menos 14 espécies de Hymenoptera apoidea de acordo com um estudo preliminar, e pelo menos 18 espécies de joaninhas.

A Martinica tem mais de 60 espécies de pássaros em reprodução. As ilhotas de Sainte-Anne contêm locais de nidificação importantes para aves marinhas, como o rabo-de-palha-de-bico-vermelho, a gaivina-de-dorso-castanho, pardela-de-asa-larga, o trinta-réis-escuro ou a gaivina-de-dorso-preto.

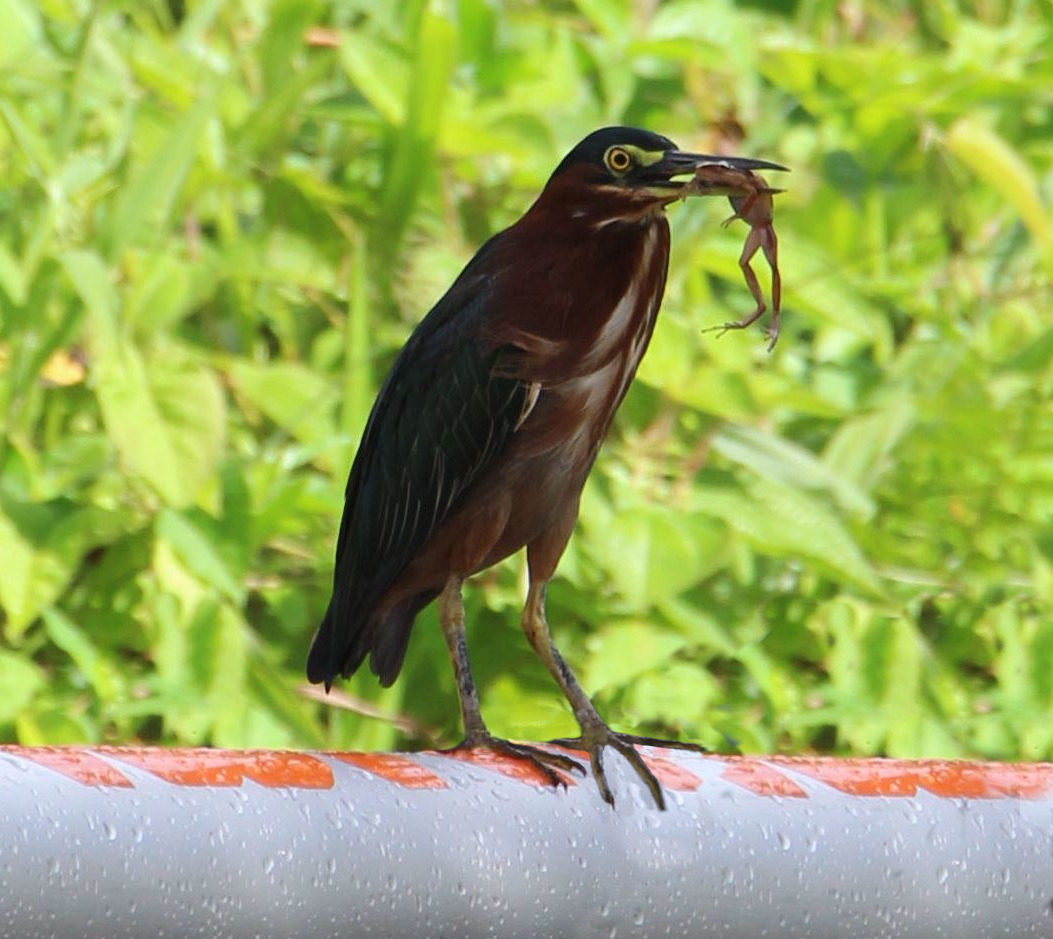
Socó-mirim (Butorides virescens)
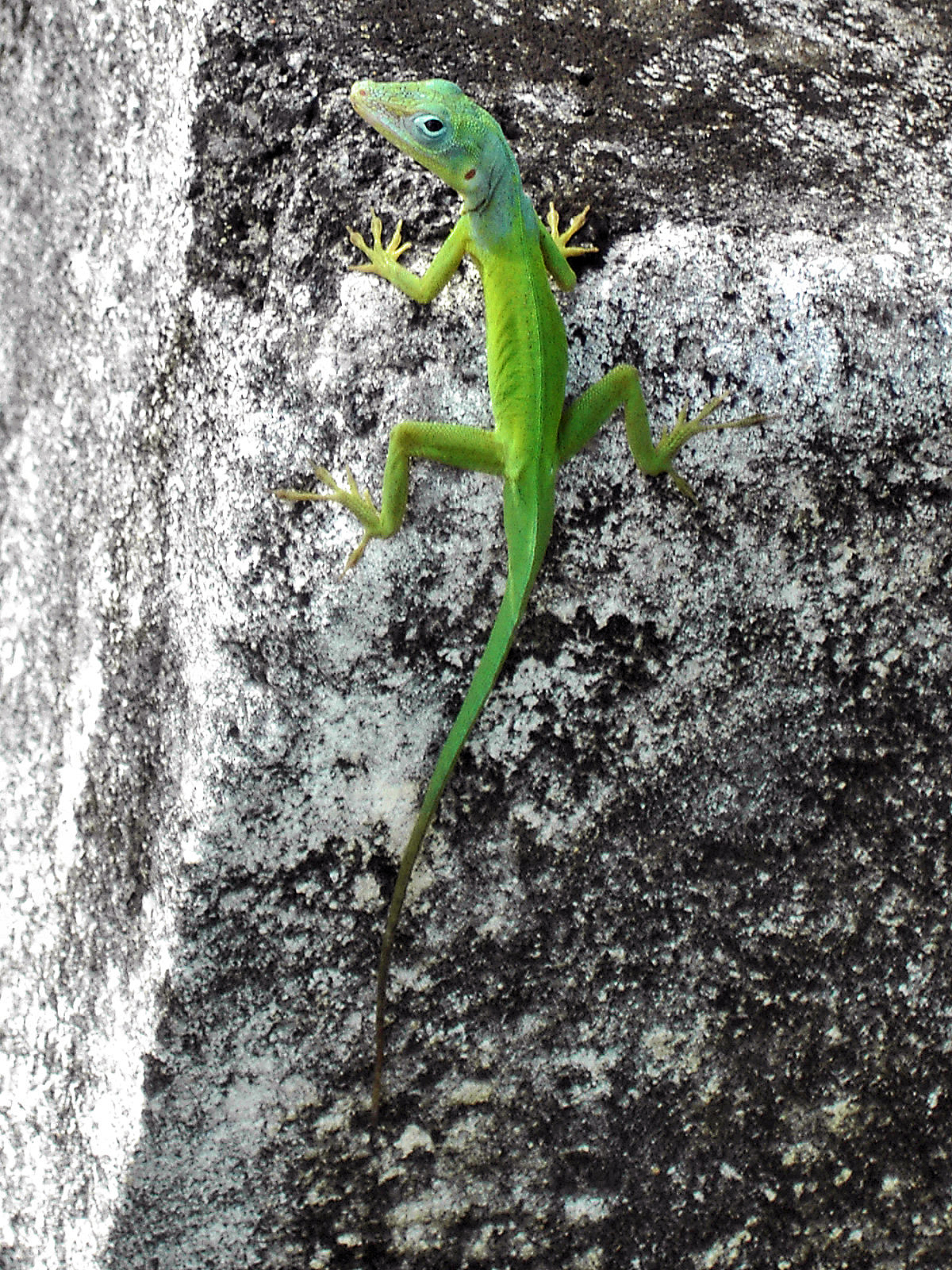
Anolis, um lagarto
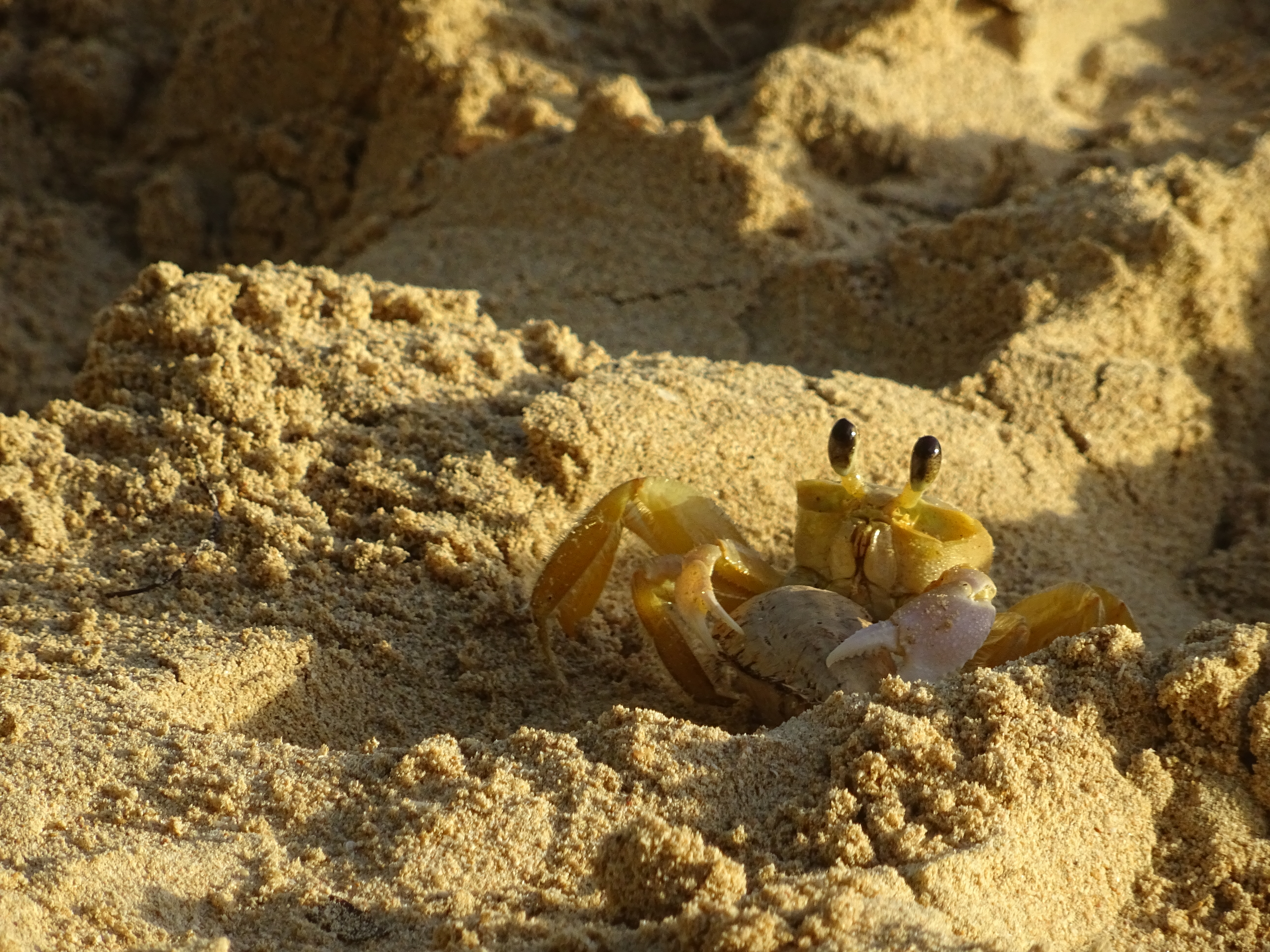
Um pequeno caranguejo
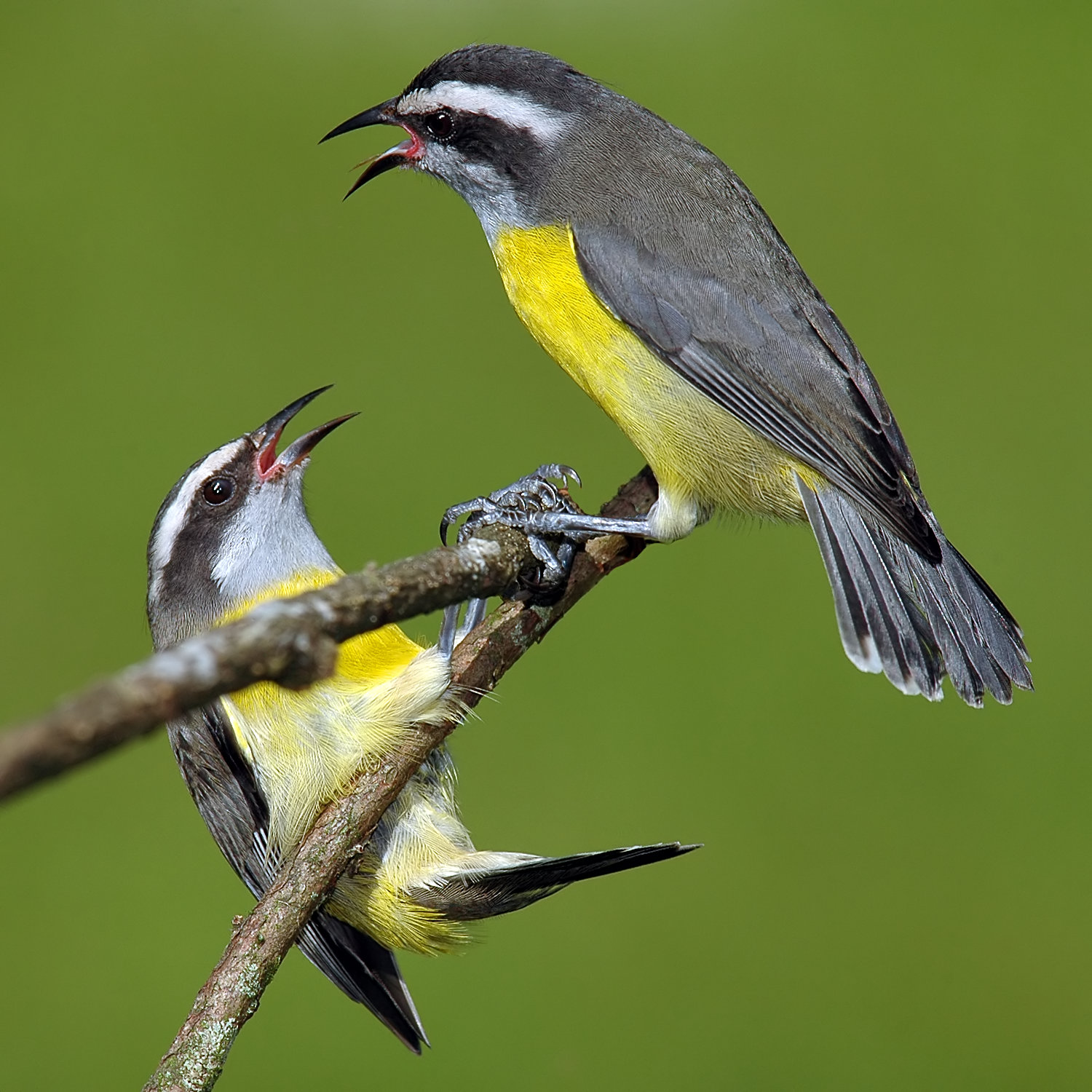
Cambacica
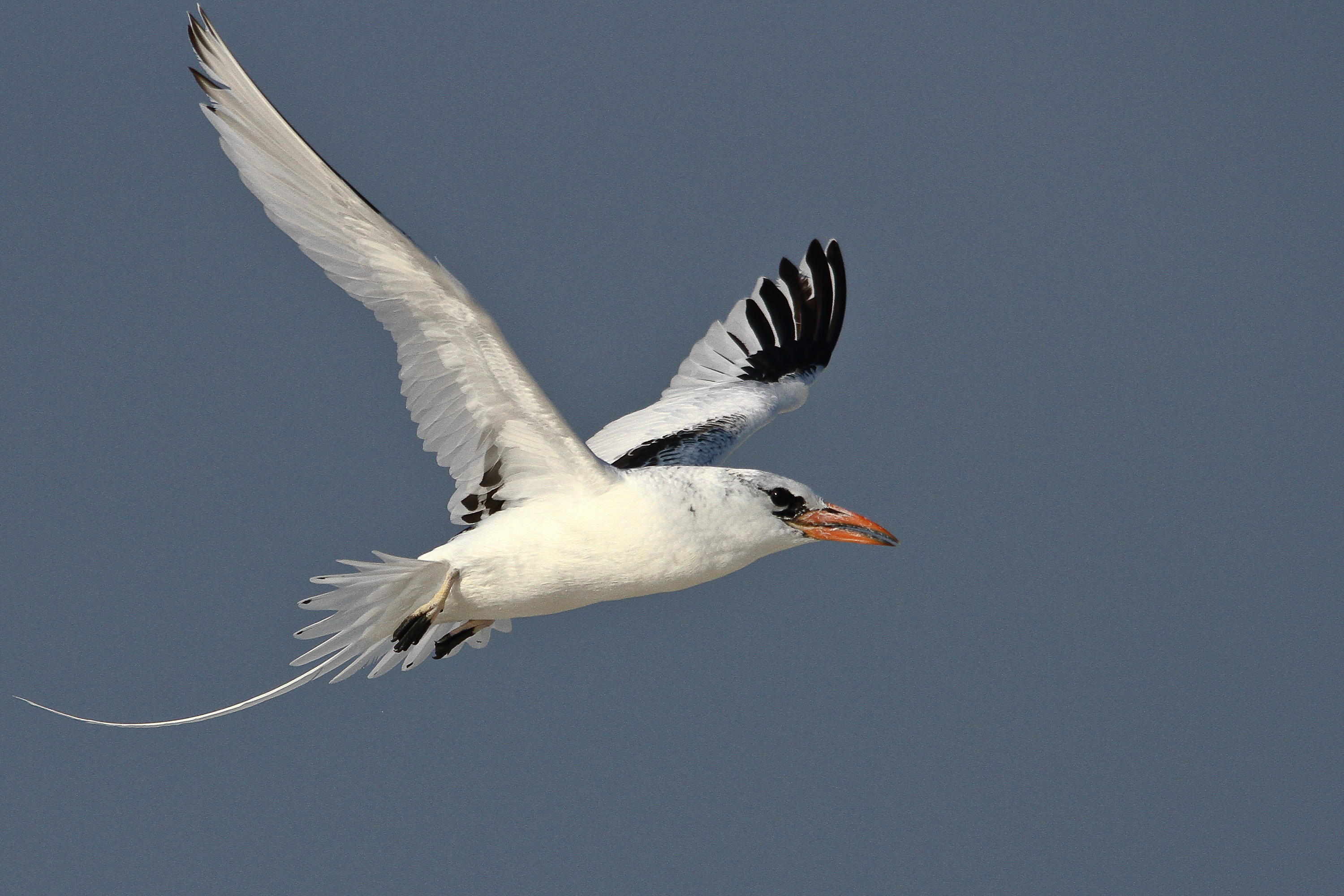
Rabo-de-palha-de-bico-vermelho

Existem 396 espécies de árvores na Martinica, das quais 20% são endêmicas das Pequenas Antilhas, a maior diversidade de árvores entre as ilhas. Em 2010, 56 estavam em perigo de extinção local e 12 de extinção total. Em termos gerais, a ilha tem 1.238 espermatófitos nativos e 259 pteridófitos nativos. Do total de espermatófitas, 39 espécies são endêmicas dessa ilha, 177 das Pequenas Antilhas e 172 do Caribe.

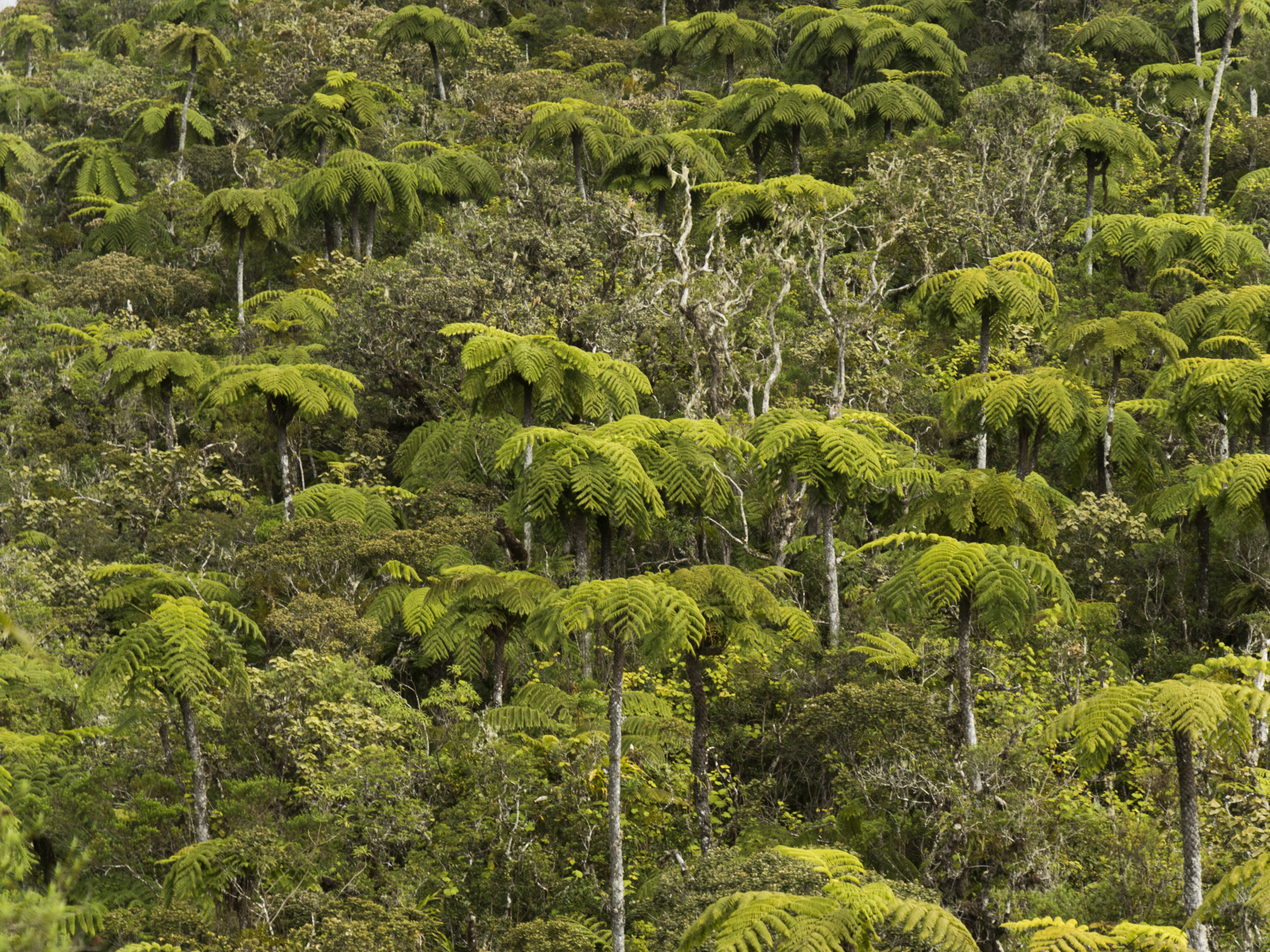
Floresta de samambaias
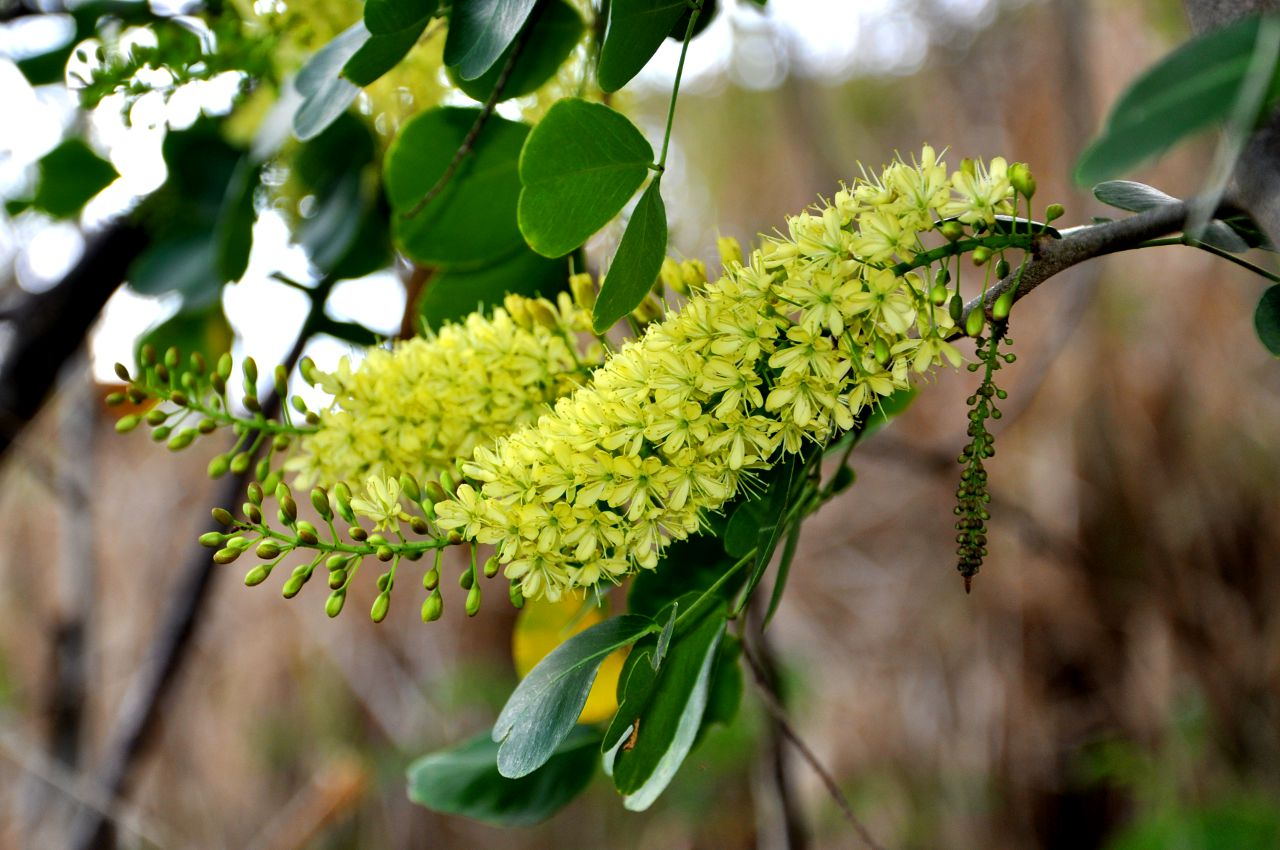
Flor de Campêche
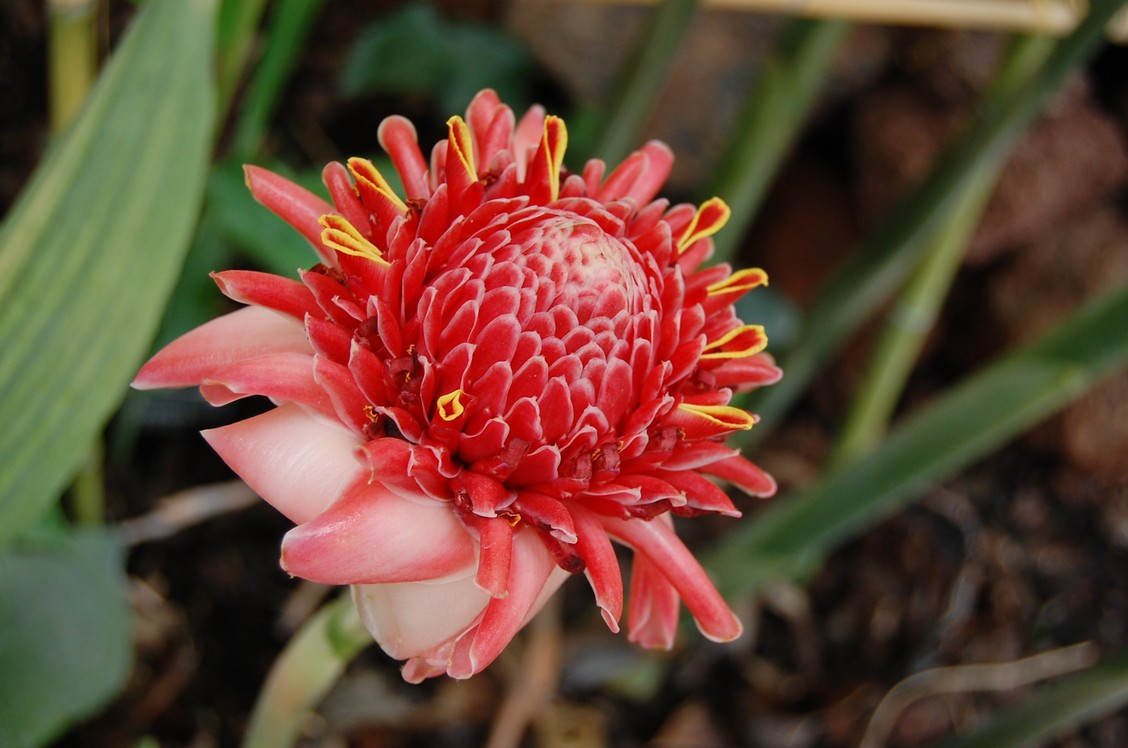
Rose de porcelaine
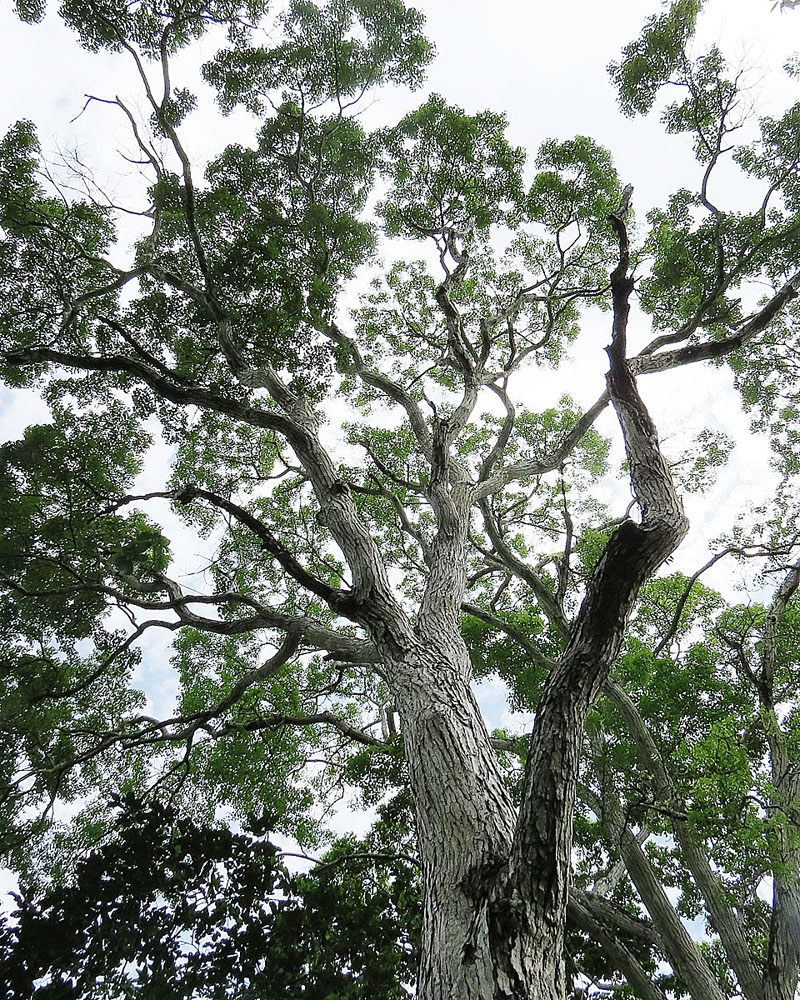
Mogno
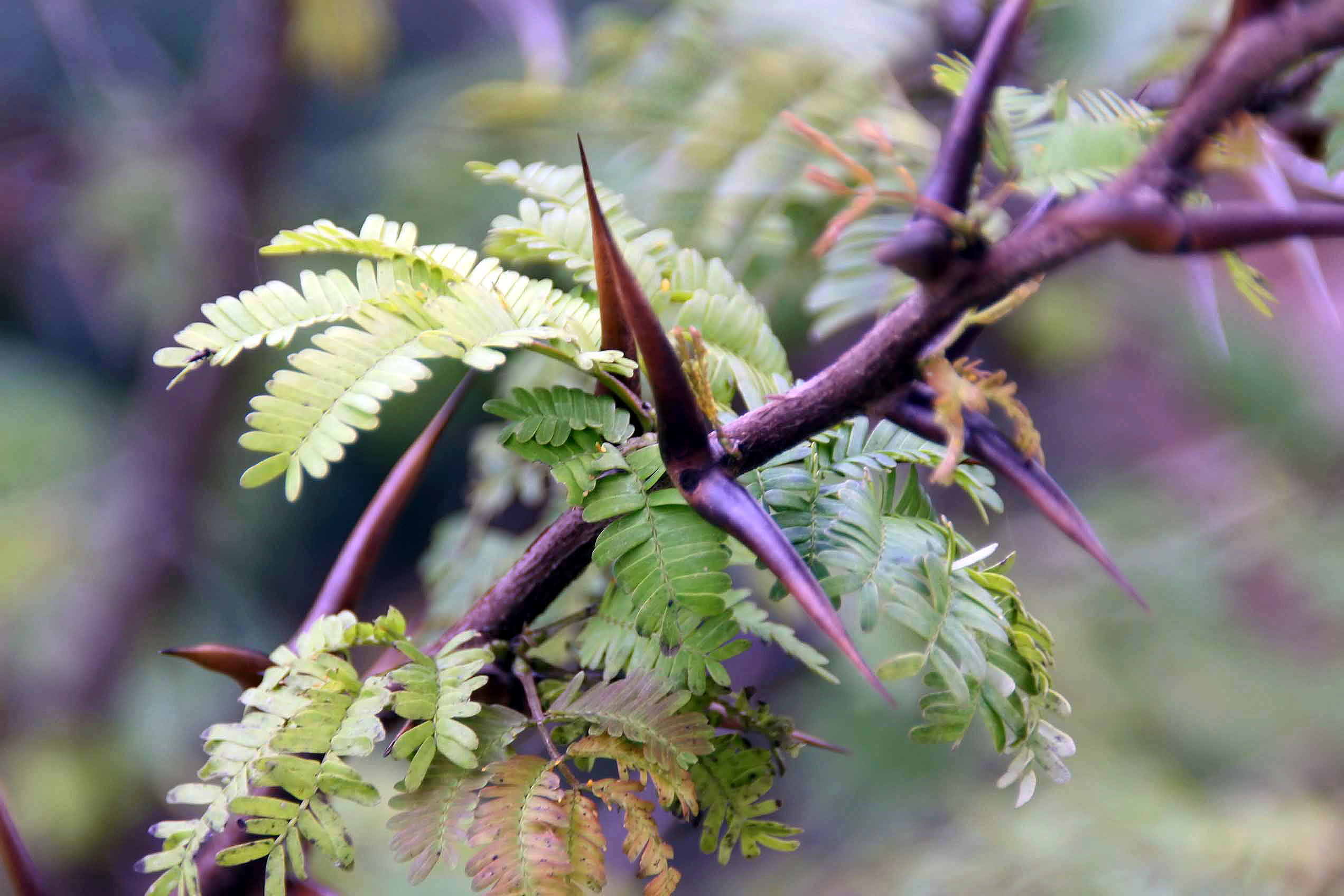
Acácia cornigera

### Espécies endêmicas
O Ramphocinclus brachyurus é uma ave endêmica da Martinica, encontrada nas florestas secas da península de Caravelle e em Santa Lúcia. Outra espécie endêmica da ilha é o Icterus bonana, conhecido localmente como "Carouge", que pertence à família dos icterídeos. Por fim, a Martinica abriga um morcego endêmico, o "Myotis Martiniquensis, um morcego vespertilionidae que aparece do início ao fim da noite. O local também é lar de 11 outras espécies de morcegos.
A iguana-do-caribe (Iguana delicatissima) é endêmica da Martinica, Guadalupe, São Marinho e algumas outras ilhas menores. Essa espécie é considerada vulnerável pela IUCN e está ameaçada, entre outras coisas, pela hibridização com a iguana-verde, uma espécie exótica invasora na Martinica.
A Allobates chalcopis, é uma espécie de rã endêmica do Monte Pelée.

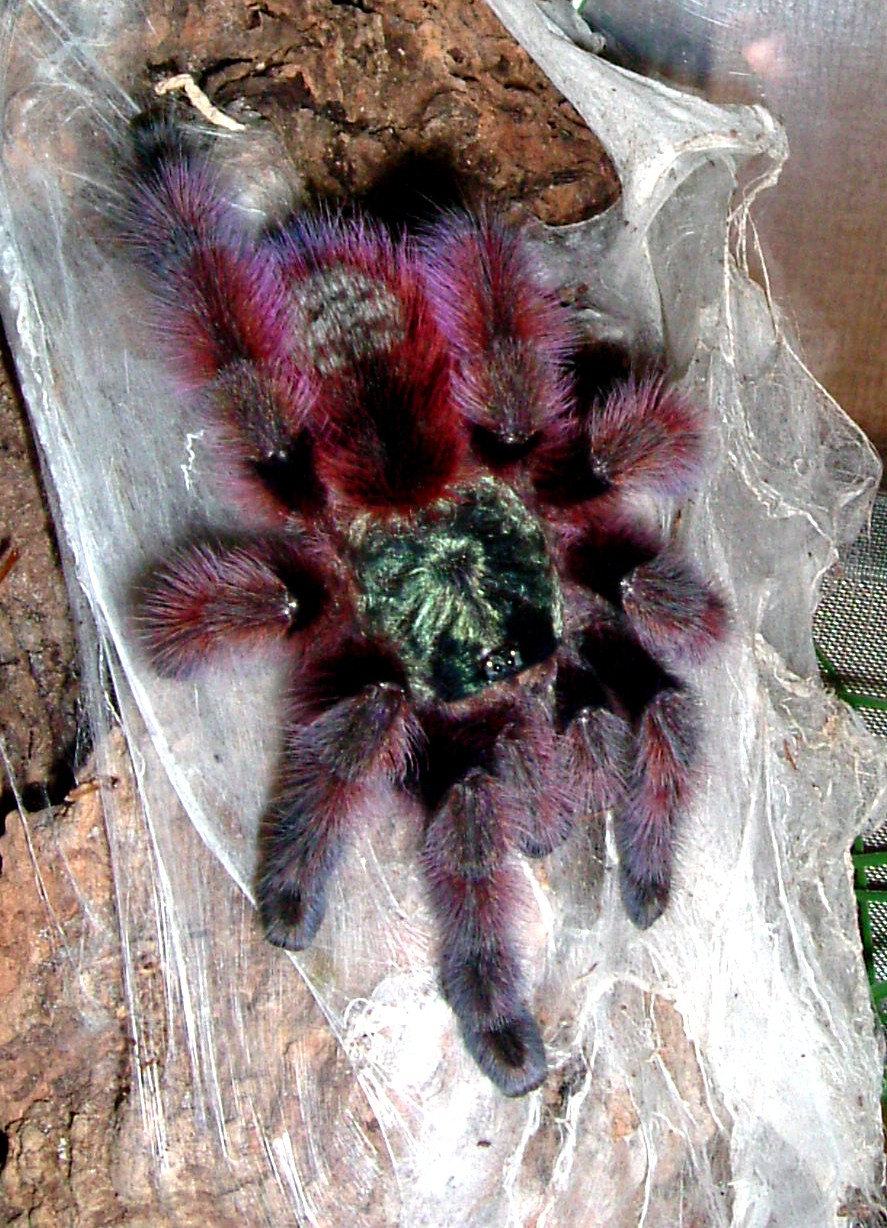
Tarântula Avicularia versicolor

A Avicularia versicolor é uma espécie endêmica de Mygalomorphae que vive em árvores. Seus filhotes são azul-escuros com listras pretas no abdômen. Os adultos podem ser identificados por seu abdômen vermelho brilhante decorado com uma mancha rosa, com pernas rosa arroxeadas e podem atingir um tamanho de cerca de 15cm de diâmetro. Não é aconselhável tocar nessas tarântulas, pois seus pelos causam ardência.
A Martinica tem 95 espécies de insetos (hexapoda) que são estritamente endêmicas incluindo a Athis pinchoni, uma mariposa.
A bromeliácea Aechmea reclinata é uma espécie de planta endêmica epífita que foi descoberta muito recentemente por botânicos do Parque Nacional da Martinica. Ela perdeu grande parte de sua área de distribuição devido ao desmatamento ilegal da floresta onde costumava crescer.

### Espécies extintas ou localmente extintas
Segundo a IUCN, citada na documentação do parque, onze espécies desapareceram da Martinica, incluindo o Lamentin, o Ara (endêmico das duas ilhas de Guadalupe e Martinica), a Amazona martinicana, a Coruja-buraqueira e a jiboia-constritora.

### Espécies exóticas invasoras
No total, acredita-se que 38% da fauna de vertebrados tenha sido introduzida pelo homem. Todas essas espécies são consideradas prejudiciais e algumas já estão causando problemas para a vida selvagem local.
Nas áreas úmidas, várias plantas exóticas se estabeleceram, como a jacinto-de-água, Pistia stratiotes, Hydrilla verticillata e Salvinia molesta.

## Geologia
A ilha da Martinica é principalmente vulcânica, tendo sido formada em três estágios principais de vulcanismo:
1. Eoceno-Oligoceno, ou seja, 25-21 milhões de anos atrás, evidenciado em locais na península de Caravelle e Sainte-Anne;
2. Período intermediário entre 17 e 7 milhões de anos atrás, durante o Mioceno
3. Era recente, com início há 5,5 milhões de anos (Plioceno-Pleistoceno) até os dias atuais. Isso inclui a formação do Monte Pelée, que se tornou ativo há 126.000 anos e entrou em erupção na era moderna, especialmente em 1902.

Dos 43 locais de patrimônio geológico identificados pelo Bureau de recherches géologiques et minières na Martinica, 34 estão localizados dentro do perímetro do parque.

## Paisagem e ambiente

### Paisagens do Norte e do Sul
As paisagens da Martinica são classificadas em seis grupos, que, por sua vez, se dividem em 27 habitats. O parque natural regional inclui exemplos de cada um deles.
A topologia difere entre o norte e o sul, divididos ao longo de uma linha entre Fort-de-France, na costa do Caribe, e Trinité, de frente para o Atlântico:
O norte tem encostas íngremes com montanhas que podem chegar a mais de 1000 metros, sendo o Monte Pelée o mais alto, com 1397 metros. As montanhas são esculpidas por ravinas profundas. Há uma densa vegetação florestal, acompanhada por plantações que exigem muita água, como bananas.
As formações geológicas no sul são mais antigas e a topografia está mais próxima do nível do mar, ultrapassando apenas 500 metros em um ponto, as costas são mais recortadas e aqui as rochas sedimentares tornam-se visíveis entre os antigos basaltos. Os assentamentos são majoritariamente agrícolas, normalmente divididos entre a criação de gado e o cultivo de cana-de-açúcar.

### Zonas úmidas
Em 2012, foram identificadas 1230 zonas úmidas em toda a ilha da Martinica, categorizadas em 156 "ecossistemas", cobrindo uma área de superfície total de 2700 hectares. Isso inclui ambientes artificiais, áreas que estão sempre alagadas ou apenas durante a estação chuvosa e a água pode ser doce, salgada ou salobra. Esses ambientes são o lar de uma variedade de fauna e servem de parada para pássaros. Em 2015, durante o último censo, foram listados 2276 lagos, pântanos, lagoas, áreas ribeirinhas, lagoas e bacias de aquicultura ou purificação de interesse ecológico.

### Manguezais

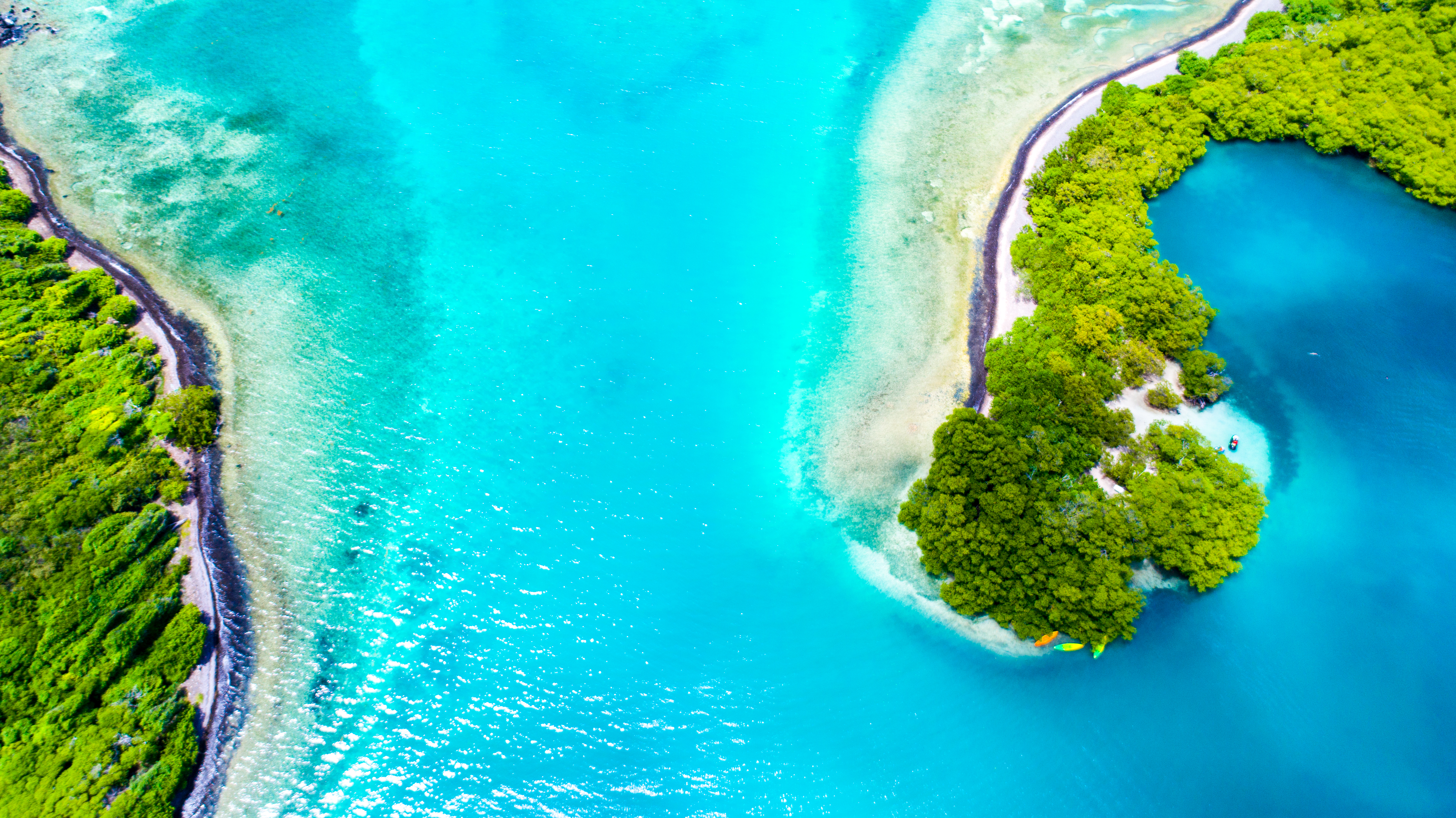
Vista aérea do mangue de Vauclin

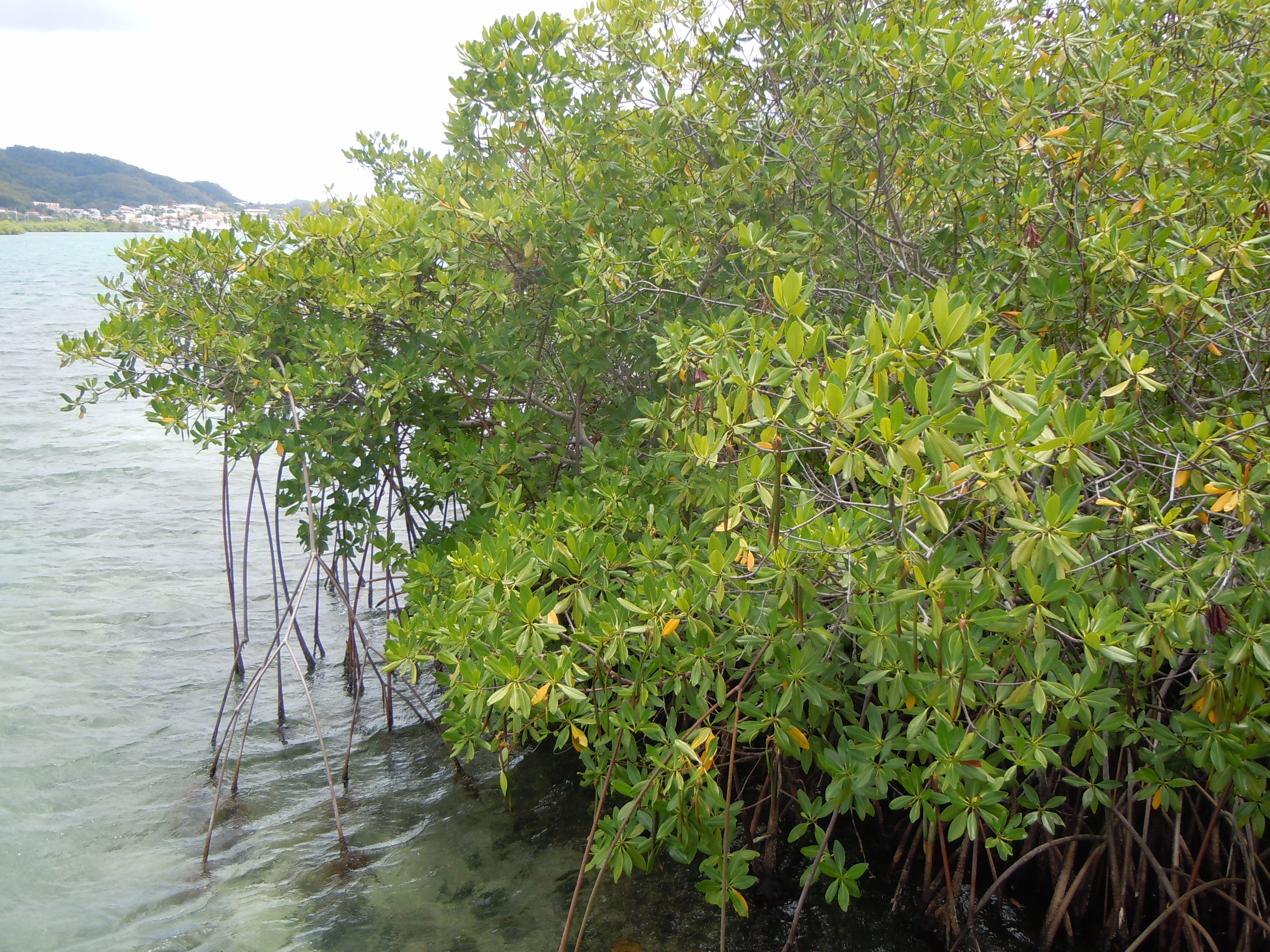
Pequeno mangue na Îlet Duprey

Árvores tolerantes ao sal, conhecidas como mangues, crescem na zona de maré da ilha. O ecossistema cobre de 1.800 hectares a 2.100 hectares, sendo que as maiores áreas estão localizadas na baía de Fort-de-France (na costa do Caribe, a oeste), com cerca de 1.100 hectares e, a leste, na baía de Galion (comuna de La Trinité). Eles crescem em um padrão semelhante ao dos manguezais de Guadalupe, em três zonas: o mangue vermelho cresce mais próximo ao mar, depois o mangue preto e, por fim, o branco e o cinza, mais para o interior. O local abriga a garça-branca-pequena, o socó-mirim e a garça-azul.
A área da "Baie de Génipa", no extremo sudeste da baía de Fort-de-France, abriga 93 espécies de pássaros. Ele representa 65% dos manguezais da Martinica, com 153 espécies de plantas registradas. O Parque Natural Regional tem a intenção de classificar a baía como uma reserva natural regional. Nas duas áreas mencionadas acima, o substrato é de argila. Há também mangues maçiços em substrato de areia e argila, espalhados na costa atlântica e ao sul da Martinica, às vezes se fundindo com a floresta.
Um estudo de serviço ambiental, publicado em abril de 2017, estima a contribuição econômica do mangue para o setor pesqueiro em €15.143.000, mais €63.000 para "pêche vivrière" ou pesca para alimentação. Os manguezais aumentam a beleza da área, fornecem habitat para a vida selvagem e um espaço para atividades ao ar livre. O benefício que eles proporcionam como amortecedor da erosão é igualmente importante: em 2013, o Ministério da França Ultramarina estimou a proteção e a estabilização costeira proporcionadas pelos manguezais em €8.064 por hectare a cada ano.

### Florestas da Martinica

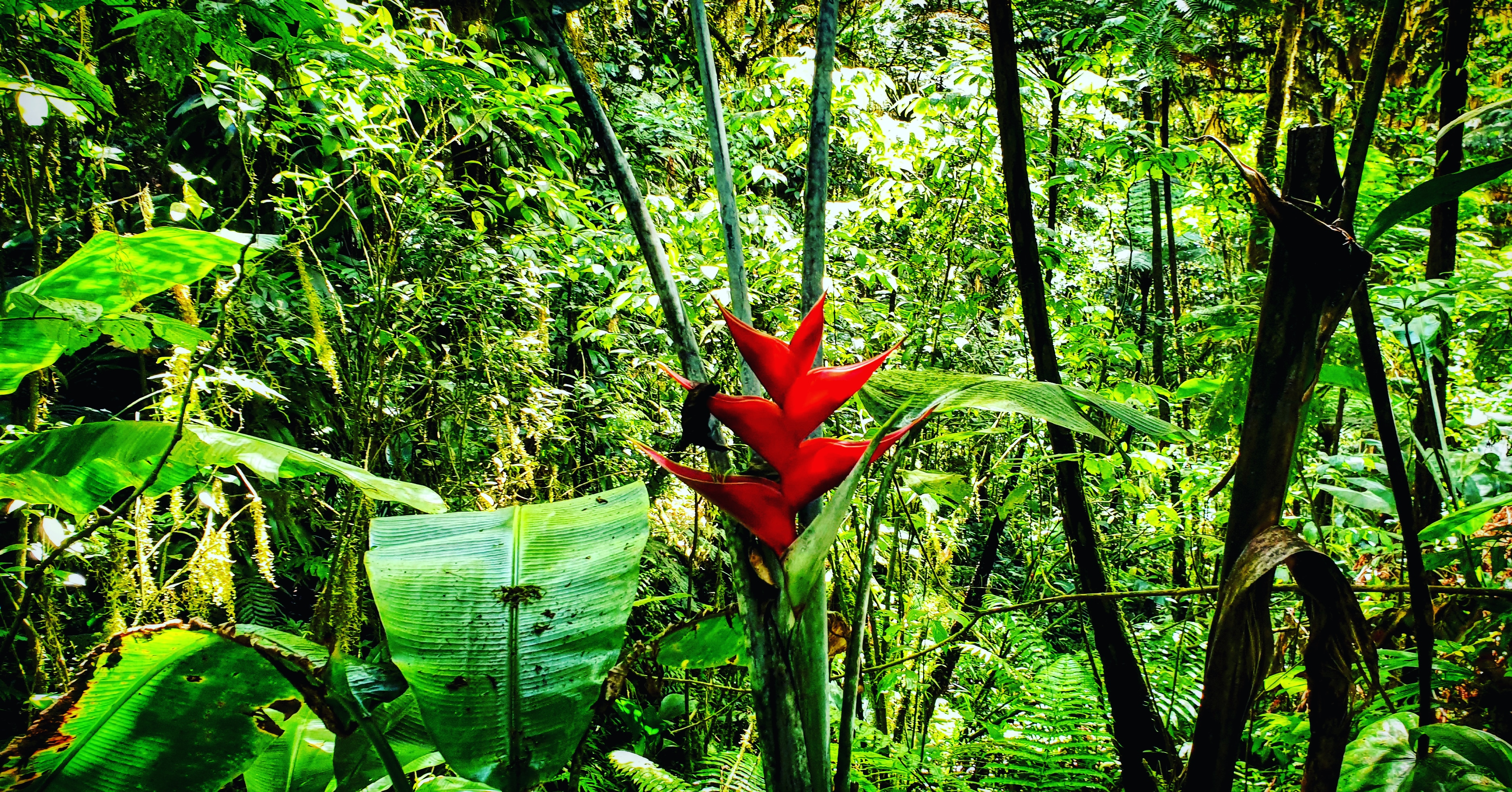
Floresta da Martinica

A Martinica possui uma grande diversidade de ambientes florestais. Em particular, nas encostas do Monte Pelée e das Montanhas Carbet, a cobertura florestal é quase contínua (28% de fragmentação) desde o nível do mar até mais de 1300 metros de altitude:
- Floresta anã
  - Floresta tropical de montanha
    - Floresta tropical húmida
      - Floresta tropical perene sazonal
        - Floresta seca
          - Floresta costeira

O tipo de floresta que se desenvolve depende da precipitação. A costa atlântica recebe mais chuva, pelo que a floresta tropical se estende a menor altitude; a floresta seca é mais comum na costa das Caraíbas. A floresta do norte da Martinica é essencialmente "primitiva" (primária), sua floresta secundária concentra-se nos níveis mais baixos, até 400 metros de altitude. Devido às condições climáticas e edáficas do solo provocadas pelo declive, mesmo quando a floresta está madura, não se desenvolve necessariamente numa comunidade clímax.
Uma vasta zona arborizada desce de Morne-Rose até ao mar, nas encostas da serra de Carbet, composta por uma floresta mesófila nas altitudes mais elevadas, que evolui para uma floresta seca ou arbustiva nas cotas mais baixas.
O segundo continuum situa-se no norte da Martinica, nas encostas escarpadas do Piton Mont Conil e é protegido por duas reservas biológicas integrais: "Prêcheur-Grande-rivière" e "Montagne Pelée". Existem zonas de floresta mesófila primária, onde se encontram espécies raras como a Manilkara bidentata. No entanto, nas altitudes mais baixas, a floresta foi desmatada para culturas de rendimento no século XVIII, e depois no século XIX para a cultura do cacau, o que é demonstrado pela presença da Samanea saman, uma árvore de origem brasileira utilizada como planta de sombra.

#### Floresta seca
Na costa caribenha da Martinica, foram mantidas algumas áreas isoladas de floresta seca, apesar de estarem muito degradadas. Bursera simaruba, Ficus laevigata, Tabebuia pallida e T. heterophylla (duas espécies de pereira) são características da floresta seca, onde a precipitação se situa entre 1500mm e 1000mm por ano.

#### Floresta mesófila
A floresta mesófila cresce ao norte da ilha, desde a costa até cerca de 400 metros de altitude, bem como em bolsões no sul da Martinica. Como as culturas tenderam a se estabelecer aqui ao longo da história da ilha, geralmente é uma floresta secundária, incluindo árvores como Simarouba amara (bois-blanc) e Inga laurina (Pois-doux).

#### Floresta tropical
A floresta tropical recebe entre 3000mm e 6000mm de água por ano. As árvores são muito altas, atingindo até 40 metros de altura, e as espécies características são Dacryodes excelsa (gomífera branca), Chimarrhis cymosa (madeira de rio), Sloanea truncata ou Talauma dodeca petala (uma magnólia), acompanhadas de coqueiros e samambaias arbóreas. As epífitas também são muito comuns.

#### Floresta tropical de montanha
A floresta tropical de transição superior é a transição dos arbustos da montanha superior. As árvores são em média menos altas e o coberto florestal é menos denso, o que permite um maior desenvolvimento de plantas no sub-bosque. As epífitas são extremamente abundantes: lianas, musgos, fetos, etc. Micropholis guyanensis, Pouteria pallida da família Sapotaceae ou Myrcia deflexa (Myrtaceae) e Prestoea montana (palmeira), já presentes na floresta tropical, tornam-se dominantes nesta zona.

#### Floresta anã
Estes bosques são conhecidos como "forêt des elfes" devido à sua altura atrofiada e à fiabilidade das condições de nebulosidade e humidade nas altitudes elevadas onde crescem, das quais dependem para obter humidade.

## Patrimônio histórico e cultural

### Cultura crioula
A cultura crioula da Martinica é herdada de várias fontes, uma mistura da cultura ameríndia dos Taïnos, os primeiros habitantes da ilha, com as culturas europeia e africana. Essa cultura é transmitida pela língua crioula e expressa no patrimônio construído da ilha e no conhecimento tradicional dos habitantes da ilha.
O parque apoia a transmissão cultural ao oferecer atividades educacionais nas escolas e, na prática, ao se comunicar em crioulo em seus documentos oficiais (conforme proposto em sua carta, assinada em 2012).

### Artesanato local

#### Cerâmica

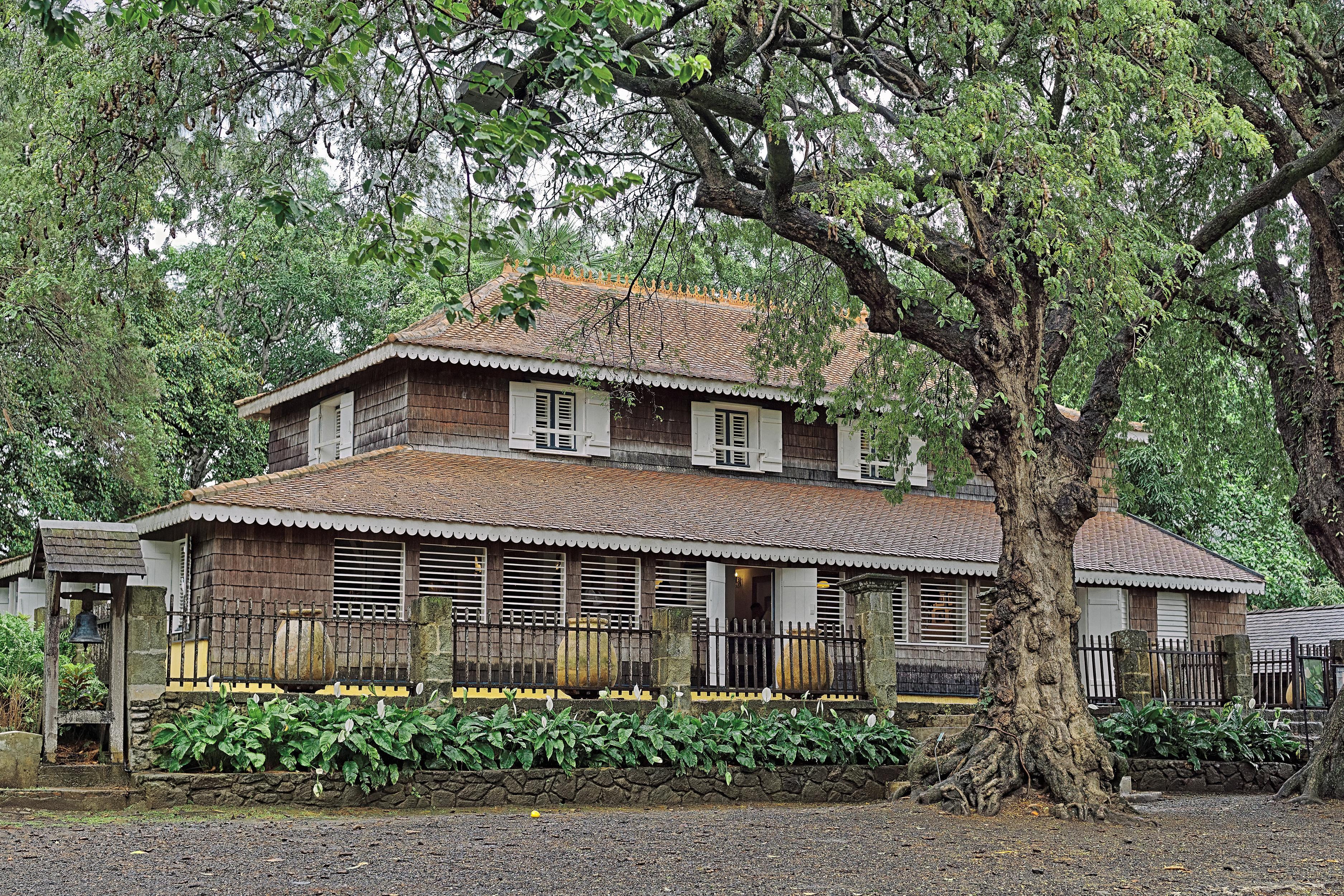
Casa crioula histórica, com telhas arredondadas

Os ameríndios usavam os inúmeros depósitos de argila das ilhas para fazer cerâmica desde seus primeiros dias na Martinica. Os utensílios de cozinha "Canari", "Coco-neg" ou "Tesson", ainda hoje fabricados com a técnica Colombin, são os herdeiros dessa tradição aruaque.
Com a colonização, desenvolveu-se um setor de cerâmica. A variedade de cerâmicas feitas na ilha expandiu-se de objetos do cotidiano a moldes para a indústria do açúcar, tijolos e telhas redondas. Uma olaria estabelecida no século XVII ainda está em funcionamento em Trois-Îlets.

#### Confecção de cestos, tranças e cordas
As técnicas de tecelagem e fabricação de cestas têm suas origens nas práticas dos primeiros habitantes ameríndios. Várias plantas locais, geralmente palmeiras, são usadas como materiais para diversas finalidades:
- A Arumã (Ischnosiphon arouma) e a Maranta Charuto (Calathea lutea) são usadas na tecelagem, por exemplo, para fazer cestas.
- O Pândano (Pandanus utilis) e a Lantânia (Latania lontaroides) são tecidos e montados em forma de espiral para fazer chapéus Bakwa. Tradicionalmente, os pescadores usavam um chapéu trançado em formato cônico, enquanto os agricultores usavam um chapéu redondo.
- Fibras de banana (gênero Musa) são usadas para tecer cordas que antes eram usadas para amarrar pirogas ou gado.[35]

## Povoamento e atividade humana

### Agricultura

#### Plantações de banana
As primeiras bananeiras foram cultivadas nas Índias Ocidentais Francesas na virada dos séculos XVII e XVIII como planta de sombra para as plantações de cacau e café, gramíneas gigantes também eram usadas para alimentar os trabalhadores nessas plantações. A partir de 1736, por decreto real, um número mínimo de bananeiras teve de ser cultivado nas plantações para alimentar os escravos, que também podiam cultivar bananas para seu próprio benefício. Em 1928, um ciclone danificou tanto as plantações de café e cacau que os agricultores começaram a cultivar bananas. Já em 1933, foi estabelecido um transporte marítimo regular entre a Martinica e a França. A partir de então, as plantações de banana se espalharam pela ilha.
No entanto, o uso de pesticidas, em particular clordecona, causou grande poluição.
Um estudo publicado em 2015 por 15 colaboradores avaliou a biodiversidade em plantações de banana em Guadalupe e na Martinica, e os resultados tendem a mostrar que alguma biodiversidade retornou às plantações após o fim do uso da clordecona. Esse é particularmente o caso da macrofauna do solo e dos pássaros, em comparação com outro estudo realizado em 2008. A herpetofauna é diversificada, com uma densidade maior em comparação com ambientes florestais. A diversidade de artrópodes é baixa em comparação com ambientes naturais. De modo geral, a maioria das espécies é comum e a biodiversidade presente atualmente depende muito do uso contínuo de tratamentos de irradiação fitossanitária em fazendas.

#### O jardim crioulo

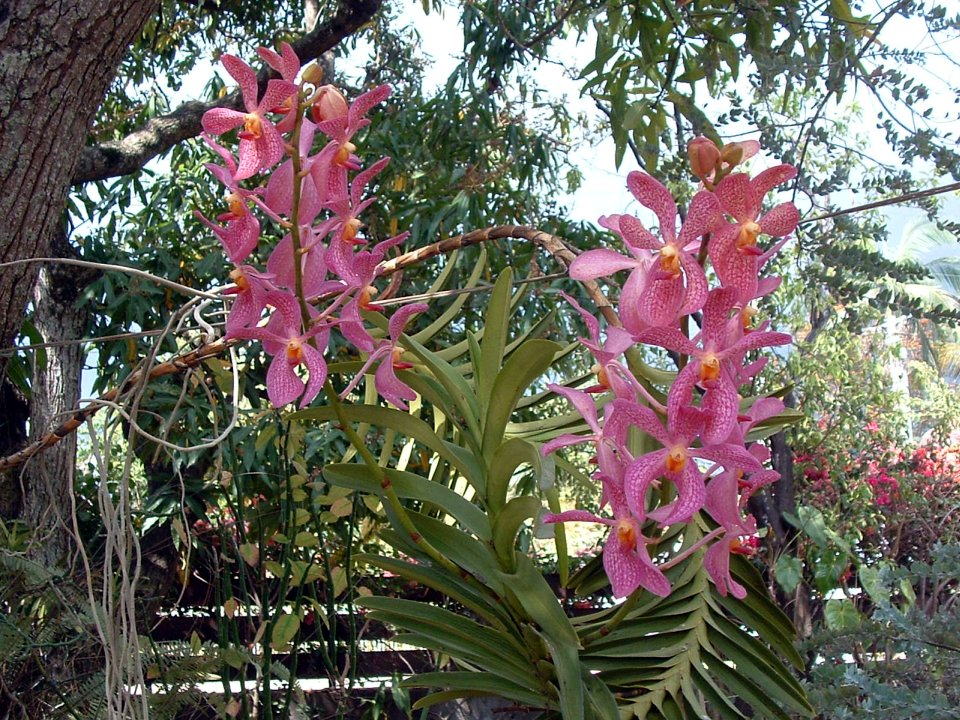
Orquídeas em um jardim crioulo

Os jardins crioulos são mantidos perto da casa, em pequenos lotes. Esse tipo de paisagismo é encontrado principalmente nas encostas das colinas do sul, onde o terreno é muito irregular para se construir. Os jardins cultivam árvores de fruta-pão, coqueiros, mangueiras, cítricos, batata-doce, taros, inhames, mandioca e outros vegetais locais. Além das plantações de alimentos, as seções contêm plantas aromáticas e medicinais e criação de gado em pequena escala. O jardim crioulo surgiu com a abolição da escravatura, quando ex-escravos se estabeleceram em terras desmatadas, e se desenvolveu ainda mais com o declínio do setor açucareiro, que empregava muitos trabalhadores agrícolas.

#### Programas de apoio à comunidade agrícola
O Parque Natural Regional apoia o setor agrícola, com programas de ajuda para:
- O desenvolvimento do cultivo de antúrio, por meio do desenvolvimento de estufas e da educação agrícola;
- O plantio de "sebes vivas" em fazendas de ovelhas e seu estudo científico em colaboração com a Universidade das Índias Ocidentais - Guiana. Desde a década de 1920, a Gliciridia sepium tem sido plantada como uma sebe forrageira e, no extremo sul da ilha, a acacia sundra é o principal componente das sebes;
- A reintrodução de burros e mulas para o transporte agrícola em áreas íngremes, extração de madeira e turismo.[27]

## Parques naturais do Caribe
As águas territoriais da Martinica são protegidas pelo Parc naturel marin de Martinique.
O Parque Natural Regional da Martinica participa do Protocolo de Cartagena sobre Biossegurança e do programa sobre o ambiente marinho da região do Caribe, estabelecido por acordo entre a França e o Programa das Nações Unidas para o Meio Ambiente.
O Parque Nacional de Guadalupe é outra área protegida nas Índias Ocidentais Francesas. Para lançar seu programa de cooperação internacional, o Parque Natural Regional da Martinica realizou uma missão de consultoria para a criação de uma trilha de descoberta em toda a ilha de Dominica, de norte a sul.